# Hashikami
Hashikami (階上町?) è una cittadina giapponese della prefettura di Aomori.